# Wen’an

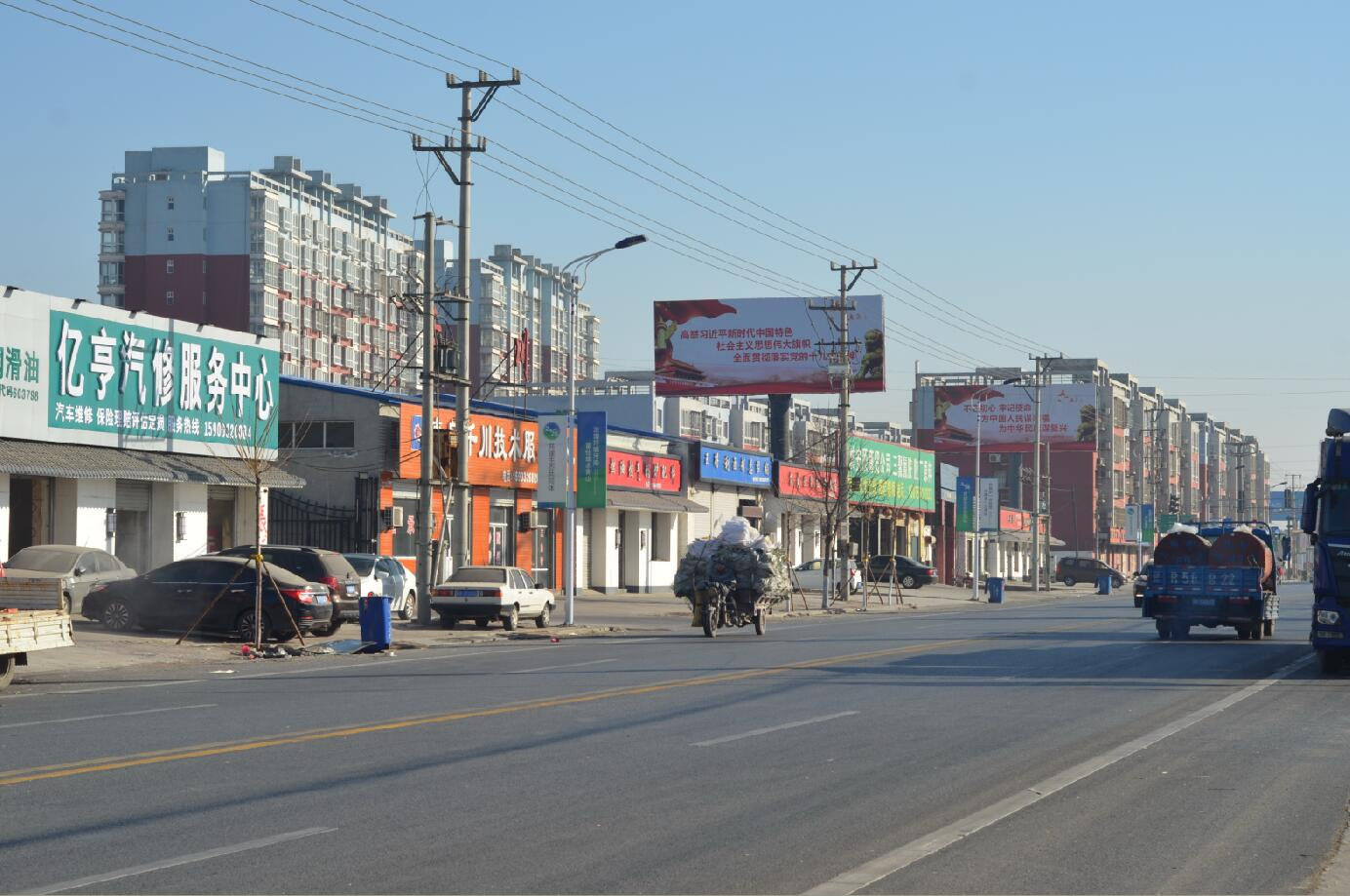
Wen’an (2017)

Wen’an (chinesisch 文安县, Pinyin Wén’ān Xiàn) ist ein Kreis der bezirksfreien Stadt Langfang in der chinesischen Provinz Hebei. Er hat eine Fläche von 1.034 km² und zählt 500.967 Einwohner (Stand: Zensus 2010). Sein Hauptort ist die Großgemeinde Wen’an (文安镇).

## Administrative Gliederung
Auf Gemeindeebene setzt sich der Kreis aus zwölf Großgemeinden und einer Gemeinde (eine Nationalitätengemeinde der Hui und Mandschu) zusammen. Diese sind:
- Großgemeinde Wen’an  (文安镇)
- Großgemeinde Xinzhen (新镇镇)
- Großgemeinde Suqiao (苏桥镇)
- Großgemeinde Daliuhe (大柳河镇)
- Großgemeinde Zuogezhuang (左各庄镇)
- Großgemeinde Tanli (滩里镇)
- Großgemeinde Shigezhuang (史各庄镇)
- Großgemeinde Zhaogezhuang (赵各庄镇)
- Großgemeinde Xinglonggong (兴隆宫镇)
- Großgemeinde Daliuzhen (大留镇镇)
- Großgemeinde Sunshi (孙氏镇)
- Großgemeinde Degui (德归镇)

- Gemeinde Daweihe der Hui und Mandschu (大围河回族满族乡)